# Кам'янка (притока Козацької)
Кам'янка (рос. Р. Каменка, Балка Каменка) — річка в Україні у Бериславському районі Херсонської області. Права притока річки Козацької (басейн Дніпра).

## Опис
Довжина річки приблизно 6,60 км, найкоротша відстань між витоком і гирлом — 5,34  км, коефіцієнт звивистості річки — 1,24 . У минулому річка формувалася балками та загатами. У верхів'ї річки існувала балка Кам'янка, яка брала початок на північно-східній стороні від колишнього села Софієвки на Літніх Бериславських хуторах.

## Розташування
Бере початок на північно-східній стороні від селища Козацьке. Тече переважно на південний захід і на західній околиці села Одрадокам'янка впадає у річку Козацьку, праву притоку Дніпра.

## Цікаві факти
- У верхній частині річку перетинає автошлях Р47[2] (автомобільний шлях регіонального значення на території України. Проходить територією Херсонської області через Херсон — Нову Каховку — Таврійськ — Каховку — Асканію Нову — Новотроїцьке — Генічеськ).